# Francesco Egidi
Francesco Egidi (Montefiore dell'Aso, 12 febbraio 1880 – Montefiore dell'Aso, 4 agosto 1969) è stato un filologo e parapsicologo italiano, marito di Linda Murri dal 1910.
Si interessò ad argomenti che toccano la letteratura, l’arte, la storia, la filologia neolatina e da ultimo la parapsicologia. Visse a lungo lontano dal suo paese natale Montefiore dell'Aso, dove tuttavia si ritirò nella vecchiaia, accettando la carica di sindaco.

## Biografia
Figlio di Egidio, di una delle più nobili ed antiche famiglie della terra picena, e di Marianna Giulietti, di Ortezzano, frequentò il ginnasio-liceo “F. Stabili” di Ascoli Piceno negli stessi anni in cui vi studiava Gabriele D'Annunzio. Studiò lettere classiche a Firenze e poi a Roma, dove si laureò col massimo dei voti nel 1901, ad appena 21 anni, con la guida di Ernesto Monaci, docente di filologia romanza ed autore di uno dei più importanti testi che trattano il nascere e l’affermarsi degli idiomi nazionali.
Tornato nella sua terra, fu insegnante nei licei dal 1905 fino al 1931, quando divenne libero docente di Filologia neolatina presso l'Università di Roma.
La sua vita ebbe una svolta importante quando divenne precettore dei figli di Linda Murri, figlia del luminare della medicina Augusto e vedova del conte Francesco Bommartini che fu vittima di omicidio nel 1902, in quello che divenne noto come caso Murri, uno scandalo di cronaca nera che per anni occupò le cronache giudiziarie del tempo e che portò ad uno scontro, senza esclusione di colpi, tra le fazioni politiche della Bologna di allora.
In queste complesse ed angosciose circostanze nacque il legame tra Francesco e Linda: i due si unirono in matrimonio il 10 febbraio 1910 e si stabilirono a Roma. I lunghi anni passati vicino a Linda Murri portarono il Francesco Egidi ad interessarsi alla parapsicologia e ai fenomeni paranormali, dei quali fin dal 1915 sua moglie era stata instancabile cultrice. Tali temi avevano avuto grande seguito soprattutto tra fine Ottocento e primi anni del Novecento, a partire dal problema di fondo relativo all’esistenza o meno di un mondo ultraterreno e del destino dell’anima dopo il distacco dal corpo. Soprattutto dopo il 1943, quando Linda Murri, ammalatasi, si vide ridotta all'inerzia e non poté più dedicarsi agli studi parapsicologici, Francesco Egidi cominciò ad occuparsi appieno degli studi metapsichici, fino a essere nominato presidente della Società Italiana di Metapsichica e di Parapsicologia. Nel 1954 divenne presidente della Society for Psychical Research di Londra.
Al momento della pensione, Egidi tornò nel suo paese natale nelle Marche, dove ideò e fondò l’associazione “Pro Montefiore” (una delle prime forme di "pro loco") con l’intento di promuovere lo sviluppo culturale ed anche quello turistico, che in quegli anni muoveva i primi passi. Il 20 agosto 1950 volle riportare il corpo di Adolfo De Carolis dal cimitero del Verano nella Chiesa di San Francesco (Montefiore dell'Aso). Fu inoltre sindaco dall’11 novembre 1956 sino al 1959, quando si dimise ormai ottuagenario. Si prodigò per la valorizzazione del piccolo centro, adoperandosi per la sistemazione del parco Castello e la realizzazione dell'Albergo Diurno. Il 7 agosto 1960 fu inaugurato il monumento sepolcrale di Adolfo De Carolis con il pregevole affresco di Diego Pettinelli, genero di De Carolis. Nella stessa data, sempre su iniziativa di Francesco Egidi, furono raccolte diverse opere dell’artista, soprattutto i disegni, e i bozzetti degli affreschi del Salone del Podestà di Palazzo Re Enzo in Bologna. 
Francesco Egidi si spense a Montefiore dell'Aso il 4 agosto 1969.

## Gli incarichi
Nel corso della sua lunga vita, Francesco Egidi ebbe modo di interessarsi di diversi ambiti, elevandosi in ognuno di questi fino a ruoli dirigenziali.
- Presidente e Direttore del Bollettino della Società Filologica Romana
- Direttore della Rivista “Orientamenti Culturali”
- Membro dell’Accademia Letteraria di Arcadia
- Membro della Deputazione di Storia Patria per le Marche e dell’Istituto Marchigiano di Scienze, Lettere ed Arti
- Vice Presidente dell’Accademia Tiberina
- Preside della Facoltà di Scienze Psichiche
- Presidente della Società Italiana di Metapsichica
- Presidente della Society for Psychical Research di Londra, nel 1954

## Opere
Da esperto archivista, nel 1956 Egidi scrisse una “Nota bio-bibliografica” di se stesso, nella quale enumera ben 156 pubblicazioni di vario genere ed argomento.
I testi sono divisi in tre gruppi principali d'interesse:
- Filologia romanza con testi e pubblicazioni su autori italiani medievali, scoperti e trattati per la prima volta dall'Egidi. Esempio sono la prima edizione critica di I documenti d'amore di Francesco da Barberino o gli studi sulla datazione della Divina Commedia;
- Testi e pubblicazioni (nella seconda parte della sua vita, dal 1943) relativi al mondo della parapsicologia e della metapsichica. Tra questi Un grande medium, Daniel D. Home.
- Un ultimo gruppo, per il quale Egidi, ha avuto sempre un grande interesse per tutto il corso della sua vita, è centrato sugli studi di storia linguistica locale ed in generale, turismo e valorizzazione dei beni culturali, tra cui Leggenda Carolingia di Montefiore dell'Aso, L'arco Pinto di Montefiore dell'Aso e l'importantissimo Dizionario dei Dialetti Piceni tra Tronto ed Aso

## Casa di Francesco Egidi in Montefiore dell’Aso
La sua casa, in via Vestali, è un esempio di casa impostata nel gusto e nello stile del suo nobile abitante. Molti sono infatti nella casa i richiami simbolici alle tante culture oggetto di studio del Francesco Egidi. Lo stesso, animato dall’interesse per lo sviluppo del turismo locale, affittò una parte della casa a una famiglia del posto che diede vita a una locanda.

## Archivio-Biblioteca Francesco Egidi
Francesco Egidi lasciò un importante archivio documentale con annessa biblioteca che fu valorizzato attraverso un consistente atto di donazione da parte degli eredi al Comune di Montefiore dell’Aso. Di seguito quanto ad oggi è noto circa la consistenza dell'intero fondo:
- Biblioteca tematica costituita dal oltre 2000 volumi con argomenti legati alla parapsicologia, allo spiritismo, alle tradizioni locali.  Il fondo è custodito presso il Comune di Montefiore dell’Aso.
- Archivio di Progetti, Appunti a progetti ed Atti Amministrativi, conservati dagli eredi ed affidati in custodia all’Ing. Oronzo Mauro
- Archivio di Appunti personali e Raccolte Fotografiche, conservato dagli eredi
- Archivio di Documenti Amministrativi circa la gestione del fondo rustico di famiglia (attività mezzadrile),fondo disperso

## Il rapporto con i mass media
Già nei primi anni del ‘900, un giovanissimo Francesco Egidi appare dotato di una kodak brownie (?) con la quale immortalò i paesaggi delle Marche e le passeggiate con Linda Murri. Nel corso della sua lunga vita, Francesco Egidi comparve in molte foto in diverse occasioni, soprattutto negli anni 50/60 in occasione delle vari iniziative turistico culturali organizzate da lui stesso (Sagra delle Pesche, nascita della Pro Montefiore, Festeggiamenti in occasione dell’inaugurazione della Sala A. De Carolis).
Nell'"Archivio di Progetti, Appunti a progetti ed Atti Amministrativi", una cartelletta riporta un progetto con il quale, nel 1959, Francesco Egidi intendeva realizzare una scuola per registi ed un documentario per Montefiore dell’Aso. Sempre nella stessa è riportato anche il testo del documentario.
Negli archivi e nei numerosi appunti da lui lasciati, sono citati molto personaggi: Gabriele D'Annunzio, Benito Mussolini, Adolfo De Carolis, un giovanissimo Giulio Andreotti, oltre ad illustri accademici e politici.